# Championnat de France fédéral de football 1943-1944
Navigation
Championnat de guerre 1942-1943 Championnat de guerre 1944-1945
Le championnat de France de football 1943-1944 est le cinquième championnat dit « de guerre ». C'est le seul championnat « fédéral » et professionnel de football organisé en France pendant ces années de guerre. Il a été remporté par l'équipe fédérale Lens-Artois.

## Histoire
En 1943, le régime de Vichy par l'intermédiaire de l'ancien rugbyman Joseph Pascot, qui est alors Commissaire général à l'Éducation générale et aux Sports, décide de réformer le championnat de France professionnel.
Tous les clubs possédant une équipe professionnelle voient cette équipe supprimée, ce qui signifie que les clubs n’ont plus le droit de rémunérer leurs joueurs au risque de se voir infliger des amendes ou des sanctions disciplinaires, voire des peines de prison. De plus les joueurs étrangers sont bannis. Afin de remplacer les deux divisions professionnelles, le régime de Vichy décide d’organiser un championnat unique composé d’équipes dites « fédérales », où chaque équipe représente à la fois une ville et une région. C’est ainsi que naît le Championnat de France fédéral, qui ne durera qu’une saison en 1943-1944 avant d’être dissout à la Libération. Les joueurs de ces équipes sont rémunérés par l’État et deviennent des joueurs-fonctionnaires, soit moniteur soit contractuel. Ils ne peuvent pas être rémunéré par leur club au risque d’être sanctionnés.
On désigne 15 villes éligibles à l’accueil d’une équipe fédérale pour former 16 équipes, Paris en recevant deux. Dans l'est, Nancy est préférée à Metz et Sochaux, qui avaient pourtant un long passé professionnel. Nancy découvre donc pour la première fois l’élite avec l’Équipe fédérale de Nancy-Lorraine.
Les clubs dépossédés de leur section professionnelle poursuivent leurs activités dans les championnats amateurs. La totalité des clubs ayant participé au championnat de France 1942-1943 est admise au championnat de France amateurs 1943-1944. Ils sont toujours autorisés à participer à la Coupe de France, tout comme les nouvelles équipes fédérales.

## Participants et effectifs
| \| Bordeaux-Guyenne Clermont-Auvergne Grenoble-Dauphiné Lens-Artois Lille-Flandres Lyon-Lyonnais Marseille-Provence Montpellier-Languedoc Nancy-Lorraine Nice-Côte d'Azur Paris-Capitale Paris-Île-de-France Reims-Champagne Rennes-Bretagne Rouen-Normandie Toulouse-Pyrénées \| Localisation des clubs engagés dans le championnat. |
| Bordeaux-Guyenne Clermont-Auvergne Grenoble-Dauphiné Lens-Artois Lille-Flandres Lyon-Lyonnais Marseille-Provence Montpellier-Languedoc Nancy-Lorraine Nice-Côte d'Azur Paris-Capitale Paris-Île-de-France Reims-Champagne Rennes-Bretagne Rouen-Normandie Toulouse-Pyrénées                                                           |

### Bordeaux-Guyenne
- Entraîneur :  Oscar Saggiero
- Henri Arnaudeau
- Jean-Pierre Bakrim (défenseur)
- Band
- Otto Barella
- Nordine Ben Ali (milieu de terrain)
- Saïd Benarab
- Josep Escola Segales
- Roger Grava (attaquant, arrivé à l'inter-saison de Nancy-Lorraine)
- André Grillon (défenseur)
- Michel Homar
- / Paco Mateo (défenseur)
- Guy Meynieu (inter ou ailier)
- Mohamed Nemeur
- Joseph Plesiak
- Alphonse Rolland (attaquant)
- Louis Salson
- Roger Troisième

### Clermont-Auvergne
- Entraîneur : Marcel Capelle
- René Bessé (défenseur)
- Joseph Biechert
- Maurice Caron
- Albert Chaniel
- Charles Davin
- Maurice Degouys
- René Delagneau
- Paul Gévaudan (attaquant)
- Antoine Lopez
- Lucien Malfreydt
- William Martin
- Octave Mateo
- Jean Mercadier
- Edmond Nowicki (attaquant, arrivé à l'inter-saison de Lyon-Lyonnais)
- José Padron Martin
- Emile Remy
- Lucien Troupel (milieu, arrivé à l'inter-saison de Marseille-Provence)

### Grenoble-Dauphiné
- Entraîneur-joueur : / Bela Herczeg
- Jean Bugnone
- Alexandre Cahours
- Romuald Castellani (attaquant)
- Robert Cherry
- Émile Dahan (défenseur, arrivé à l'inter-saison de Marseille-Provence)
- Guy Doly
- Marcel El Hadidji
- Abdelkader Firoud (milieu)
- Jean Grégoire (défenseur)
- Mustapha Labacci
- Daniel Langrand (gardien)
- Roger Nogues
- Paul Patrone (défenseur, arrivé à l'inter-saison de Marseille-Provence)
- André Raux
- Fernand Requier  (défenseur)

### Lens-Artois
- Entraîneur-joueur : / Anton Marek (défenseur)
- Eugène Battut
- Georges Beaucourt (défenseur)
- Caron
- Charles Créteur (gardien)
- Jean Dabrowski/Théodore Dabrowski
- Stefan Dembicki (attaquant)
- Henri Evin
- Georges Fouignies (milieu)
- Arthur Fruleux (attaquant)
- René Gouillard (défenseur)
- Ignacy Gruchala (attaquant)
- Michel Lewandowski
- Marcel Ourdouillié (milieu)
- Rivière
- Ladislas Smid (milieu)
- Marceau Stricanne (attaquant)

### Lille-Flandres
- Entraîneur : Charles Demeillez
- Jean Baratte (attaquant)
- René Bihel (attaquant)
- François Bourbotte (défenseur/milieu)
- Julien Darui (gardien)
- Maxime Dessertot
- Joseph Jadrejak (défenseur)
- Jean Lechantre (attaquant)
- Jules Léglise (attaquant)
- Marceau Somerlinck (défenseur)
- Casimir Stefaniak (défenseur)
- Michel Tancre
- Bolek Tempowski (attaquant)
- César Urbaniak (défenseur)

### Lyon-Lyonnais
- Entraîneur :  Ignace Tax
- Abdelkader Amar
- Jean Belver
- Andrex Calligaris
- Roger Charollais
- Roger Deleglise
- Louis Favre
- Fournoud
- Alfred Kaucsar
- Mustapha Labacci
- René Llense
- Edmond Novicki (attaquant, parti à l'inter-saison à Clermont-Auvergne)
- René Pasquini
- Joseph Rich
- Antoine Rodriguez
- Roger Rolhion
- Roland Schmitt
- Marcel van Hecke

### Marseille-Provence
- Entraîneurs
  -  Laurent Henric puis à partir de janvier 1944, Joseph Gonzalès.
- Gardiens
  -  Jacques Delachet
  -  Ange Marras
  -  Albert Pardigon
  - / Juan Vila
- Défenseurs
  -  Jean Bastien
  -  Emile Dahan (parti à l'inter-saison à Grenoble-Dauphiné)
  -  Marius Gairoard
  -  Joseph Gonzalès (capitaine)
  -  Camille Malvy
  -  François Mercier
  -  Louis Paletti
  -  Paul Patrone (parti à l'inter-saison à Grenoble-Dauphiné)
  -  Lucien Sisco
  -  Jean Veneziano
- Milieux
  -  Jean Bastien
  -  Pierre Bini
  -  Maurice Charpin
  -  Louis de Sainte de Maréville
  -  Dominique Franceschi
  -  René Gallian
  -  Paul Martinelli
  -  Jean-Pierre Médan
  - / Franciszek Olejniczak
  -  Roger Scotti
  -  Émile Zermani
- Attaquants
  -  Emmanuel Aznar
  -  Eugène Crolle
  -  Georges Dard
  -  Alain Delbet
  -  Henri Fontaine (parti à l'inter-saison à Montpellier-Languedoc)
  -  Laurent Gombert
  -  Eugène Noel
  -  Félix Pironti
  -  Jean Robin
  -  Joseph Ruiz
  -  Lucien Troupel (parti à l'inter-saison à Clermont-Auvergne)
  -  Mario Zatelli

### Montpellier-Languedoc
- Entraîneur : René Dedieu
- Azéma
- Bertand (gardien)
- Aimé Boissier (défenseur)
- Pierre Danzelle (milieu)
- André Dautheribes (milieu, réserve fédérale)
- Louis Favre (attaquant)
- Henri Fontaine (attaquant, arrivé à l'inter-saison de Marseille-Provence)
- René Franquès (défenseur)
- Louis Gabrillargues (milieu)
- Georges Janin (milieu)
- André Laborde
- Jean Laune (milieu)
- Charlie Laurent (milieu)
- Jean-Baptiste Molinari
- José Molinuevo (gardien)
- Patrone
- Louis Pons (milieu)
- Jules Robisco
- Vigne
- Zatelli (attaquant)

### Nice-Côte d'Azur
- Entraîneur : Dominique Mori
- Paul Baudin (OGC Nice)
- Antoine Clerc (OGCN)
- Marcel Costamagna (OGCN)
- Marcel Domingo (OGCN)
- Constant Emmanuelli (OGCN)
- Michel Frusta (OGCN)
- Dante Lerda (AS Cannes)
- Dominique Mori (ASC)
- Jean Luciano (OGCN)
- Marcel Perez (OGCN)
- Max Piot (ASC)
- Lucien Scolary (ASC)
- Joaquin Valle (OGCN)
- Luis Valle (OGCN)
- Lucien Viora (ASC)

N.B. : entre parenthèses le club dont est originaire le joueur lors de la saison 1942-1943

### Paris-Capitale
Feuilles de match Paris-Capitale contre Marseille-Provence  et 
- Entraîneur-joueur : Émile Veinante (attaquant)
- Alfred Aston (attaquant)
- Paul Bersoullé
- Émile Bongiorni (attaquant)
- Gabriel Braun (défenseur)
- Maurice Dupuis (défenseur)
- Georges Hatz (gardien, parti à l'inter-saison à Rouen-Normandie)
- Helenio Herrera (défenseur)
- Charles Hiden
- Auguste Jordan (milieu)
- Lucien Leduc (milieu)
- Pierre Leduc
- Justo Nuevo (défenseur)
- Roger Pellegrino
- André Simonyi (attaquant)
- Albert Tricot
- Ernest Vaast (attaquant)

### Paris-Île-de-France
Feuilles de match entre Marseille-Provence et Paris-Île-de-France sur OM1899
- Entraîneur : Ivan Davidovitch
- Jean-Jacques Brajon
- Roger Calmels
- Chretin
- Robert Germain
- Angelo Grizzetti
- Daniel Hurault
- Roland Lefèvre
- René Lozia
- Jean-Edouard Nicolas
- Jacques Pascal
- Pierre Ranzoni
- René Raphy
- Henri Tessier

### Reims-Champagne
- Entraîneur : Sarkis Garabedian
- Albert Batteux (milieu)
- Pierre Brembilla
- Louis Carrara
- Adrien Chauvin
- Jacques Cousin (attaquant)
- Alfred Dambach (gardien)
- Pierre Flamion (attaquant, réserve fédérale[3])
- Louis Gilles
- Ignace Kowalczyk (milieu)
- André Petitfils (milieu)
- Jean-Louis Pradel
- Daniel Prince
- Henri Roessler (défenseur)
- / François Szego (attaquant)
- Benoit Tobia/Benito Tobia
- Gyula Vastag

### Rennes-Bretagne
L'équipe fédérale Rennes-Bretagne est composée des joueurs suivants.

### Rouen-Normandie
- Joueur-Entraîneur : Edmond Delfour (milieu)
- Bernard Antoinette (défenseur)
- Théo Bisson (milieu)
- Maurice Blondel (milieu)
- Jean Duhamel
- Pierre Feiler
- Antonio Garcia Ameijenda
- Georges Hatz (gardien, arrivé à l'inter-saison de Paris-Capitale)
- Léon Leconte
- José Mandaluniz (attaquant)
- Jean Pignault
- Jean Retel
- Roger Rio (milieu)
- Antonio Vela

### Toulouse-Pyrénées
Feuilles de match entre Marseille-Provence et Toulouse-Pyrénées sur OM1899
- Directeur sportif : Mr Boyreau
- Entraîneur : / Giuseppe Zilizzi
- Abdelalim Azza
- Gabriel Benezech
- Henri Cammarata
- Kouider Daho
- Edmond Enée
- André Frey
- Gabriel Hoffmann
- Josef Jelineck
- Curt Keller
- / Désiré Koranyi
- Emile Muller
- Riou
- Adrien Schneider

## Classement
Le championnat est remporté par l'Équipe fédérale Lens-Artois. Cinq matchs reportés ne seront jamais joués : Toulouse-Lens, Rouen-Clermont, Rennes-Nice, Toulouse-Paris IDF et Rennes-Toulouse.
| Rang | Équipe                | Pts | J  | G  | N | P  | Bp | Bc | Diff |
| ---- | --------------------- | --- | -- | -- | - | -- | -- | -- | ---- |
| 1    | Lens-Artois           | 41  | 29 | 19 | 3 | 7  | 89 | 41 | +48  |
| 2    | Lille-Flandres        | 40  | 30 | 18 | 4 | 8  | 78 | 44 | +34  |
| 3    | Paris-Capitale        | 39  | 30 | 18 | 3 | 9  | 84 | 50 | +34  |
| 4    | Paris-Île-de-France   | 35  | 29 | 13 | 9 | 7  | 44 | 31 | +13  |
| 5    | Bordeaux-Guyenne      | 35  | 30 | 14 | 7 | 9  | 51 | 51 | 0    |
| 6    | Toulouse-Pyrénées     | 31  | 27 | 13 | 5 | 9  | 82 | 52 | +30  |
| 7    | Nice-Côte d'Azur      | 31  | 29 | 12 | 7 | 10 | 49 | 41 | +8   |
| 8    | Reims-Champagne       | 31  | 30 | 12 | 7 | 11 | 64 | 52 | +12  |
| 9    | Marseille-Provence    | 31  | 30 | 14 | 3 | 13 | 50 | 42 | +8   |
| 10   | Nancy-Lorraine C      | 31  | 30 | 11 | 9 | 10 | 68 | 82 | -14  |
| 11   | Rennes-Bretagne       | 29  | 28 | 11 | 7 | 10 | 55 | 58 | -3   |
| 12   | Rouen-Normandie       | 27  | 29 | 9  | 9 | 11 | 47 | 68 | -21  |
| 13   | Lyon-Lyonnais         | 25  | 30 | 11 | 3 | 16 | 49 | 62 | -13  |
| 14   | Clermont-Auvergne     | 18  | 29 | 5  | 8 | 16 | 43 | 83 | -40  |
| 15   | Montpellier-Languedoc | 15  | 30 | 6  | 3 | 21 | 45 | 85 | -40  |
| 16   | Grenoble-Dauphiné     | 11  | 30 | 4  | 3 | 23 | 33 | 99 | -66  |

Résultat
- Champion de France 1943-1944
- Vice-champion de France 1943-1944

Abréviations
C : Vainqueur de la Coupe de France 1943-44

## Buteurs
Les trois meilleurs buteurs sont :
- Stefan Dembicki (Lens-Artois) : 41 buts
- René Bihel (Lille-Flandres) : 38 buts
- Émile Bongiorni (Paris-Capitale) : 37 buts

## Résumé de la saison
- La création de seize équipes fédérales régionales ne tient pas compte de la géographie de football. Clermont hérite ainsi d'une équipe, alors que Sochaux n'en a pas. Les joueurs sochaliens viennent renforcer l'équipe de Nancy-Lorraine.
- Certains matchs reportés ne sont finalement jamais joués. D'autres rencontres se disputent sur terrain neutre ; citons ici pour l'exemple l'équipe fédérale Rouen-Normandie qui disputa plusieurs matchs « à domicile » au Havre, mais aussi à Paris (Stade de Paris de Saint-Ouen). Les Bretons s'exilèrent au Mans, Lille à Roubaix, Lens à Bruay ou Saint-Ouen, Grenoble à Chambéry, Nancy à Lunéville, Nice et Lyon au Stade de Paris de Saint-Ouen.
- Catastrophique en matière d'organisation et de jeu, la saison accouche toutefois d'un champion : Lens-Artois. Le titre est très disputé entre Lille, Lens et Paris. Les Lensois disputent leurs deux derniers matchs de la saison (matchs en retard) à Saint-Ouen, sur deux jours. Une défaite 1-2 face aux Lorrains le 10 juin 1944 semble donner le titre à Lille, mais le lendemain, 11 juin 1944, Lens bat Lyon 3-1, et enlève officiellement le titre de champion de France. Le match en retard Toulouse-Lens ne sera jamais joué. Les transports deviennent en effet quasi impossibles en France à la suite des multiples actions de Résistance visant à soutenir le débarquement allié en Normandie en désorganisant les déplacements des troupes allemandes.
- 341 joueurs prennent part à ce championnat. 21 joueurs effectuent l'ensemble des matchs de leurs équipes : Schneider (gardien de but) et Muller (Toulouse), Marek, Fruleux et Stanis (Lens), Calmels et Huraut (Paris IDF), Somerlinck, Bihel et Baratte (Lille), Laurent (Montpellier), Bersoulé et Bongiorni (Paris-Capitale), Artigas (Rennes), J. Valle (Nice), Ben Ali et Band (Bordeaux), Magnin, Parregiani, Pessonneaux et Jacques (Nancy).
- 176 joueurs marquent au moins un but. Le 13 novembre 1943, le Parisien Bongiorni marque 7 buts face à Clermont.